# Turandot (opera)
A Turandot háromfelvonásos opera, amelyet Giacomo Puccini komponált. Az olasz nyelvű librettót Giuseppe Adami és Renato Simoni írta, Carlo Gozzi perzsa meséből készült Turandot című, olasz nyelvű adaptációja, valamint Friedrich Schiller Die Prinzessin von China című, 1801-ben írt és 1802-ben Stuttgartban megjelent színdarabja alapján. Puccini halálakor az opera befejezetlenül maradt, a művet Franco Alfano egészítette ki. Az ősbemutató a milánói La Scala színházban volt, 1926. április 25-én, Arturo Toscanini vezényletével, amikor is csak a Puccini által komponált torzó hangzott el. Azóta az operát hagyományosan Alfano kiegészítéseivel adják elő.
A turandot szó perzsa eredetű, jelentése „Turán lánya”. Turán egy közép-ázsiai régió. Perzsául a történet „Turandoht” néven ismert, ahol a „doht” a „dohtar” szó származéka, melynek jelentése „lánygyermek”.

## Története
A Turandot története a perzsa Ezeregy napok könyvéből származik (nem összetévesztendő Az Ezeregyéjszaka meséivel, sem a Hezar o-yek shab könyvvel), ahol ugyancsak találkozhatunk „Turandoht” kínai hercegnő személyével. De ez a történet inkább a perzsa költő, Nizami történetére hasonlít, amely egy orosz hercegnőről szól.
Puccini 1920 márciusában kezdett el dolgozni a Turandot operán, Giuseppe Adami és Renato Simoni librettóírókkal való találkozása után. 1921 januárjában kezdte el a komponálást. 1924 márciusában elkészült a záró duettel. Mivel ennek szövegével elégedetlen volt, október 8-ig leállt a komponálással, amikor is végül elfogadta Adami akkor már negyedik szövegváltozatát. Ugyanazon év október 10-én Puccininál gégerákot diagnosztizáltak, ezt követően Belgiumba, Brüsszelbe ment gyógykezelésre. 1924. november 29-én azonban meghalt.
Puccini 36 oldalnyi vázlatot és további 23 oldalnyi szöveget hagyott hátra a Turandot befejezéséhez, további instrukciókkal, melyek segítségével Riccardo Zandonainak be kellett volna fejeznie az operát. Puccini fia, Tonio, ellenkezve apja akaratával, Franco Alfanót bízta meg az opera befejezésével. Alfano saját kéziratai alapján fejezte be művet. A kiadó, Ricordi és a karmester Arturo Toscanini is erősen kritizálták Alfano munkáját, aminek hatására Alfano kizárólag Puccini hátrahagyott vázlatait és útmutatásait követve, újraírta a rábízott részeket. Ricordi azt szerette volna, ha a befejezetlenül hagyott részek úgy hangoznának, mintha azokat is Puccini írta volna.
A Turandot premierjén, 1926. április 25-én a milánói La Scala színházban, Arturo Toscanini karmester a III. felvonás közben leállította az előadást, majd a közönség felé fordult és kijelentette: „Qui finisce l'opera, perché a questo punto il maestro è morto.” („Itt véget ér az opera, mert ezen a ponton a szerző meghalt.”) A függöny lassan leereszkedett.
Kínában a Turandot sokáig be volt tiltva, mert úgy vélték, hogy rossz fényben mutatja be a kínai népet. 1998-ban az operát nyolc alkalommal adták elő a Tiltott Városban, az eseményt a kínai vörös hadsereg katonái felügyelték. A művet Csang Ji-mou koreográfiájával és Zubin Mehta karmester vezényletével adták elő. A szereplők: Giovanna Casolla  Turandot hercegnő, Szergej Larin Calàf, és Barbara Frittoli, aki Liùt alakította.
Puccini a Turandothoz is felhasznált autentikus ázsiai zenemotívumokat, akárcsak a Pillangókisasszony esetében. Utolsó operájának nyolc témájában hallhatunk tradicionális kínai zenét. A kínai dal címe „Mò Li Hūa (茉莉花)”, vagy „Jázmin”, melynek dallama többször is ismétlődik.

## Szerepek
| Szerep | Hangtípus   | Premier: 1926. április 25. (Karmester: Arturo Toscanini) |
| --- | ----------- | -------------------------------------------------------- |
| Turandot hercegnő | szoprán     | Rosa Raisa                                               |
| Altoum császár, Turandot apja | tenor       | Francesco Dominici                                       |
| Timur, a tatárok száműzött királya | basszus     | Carlo Walter                                             |
| Az ismeretlen herceg (Calàf), a száműzött tatár király fia | tenor       | Miguel Fleta                                             |
| Liù, rabszolgalány | szoprán     | Maria Zamboni                                            |
| Ping, kancellár | bariton     | Giacomo Rimini                                           |
| Pang, marsall | tenor       | Emilio Venturini                                         |
| Pong, főpohárnok | tenor       | Giuseppe Nessi                                           |
| Egy mandarin | bariton     | Aristide Baracchi                                        |
| Perzsia hercege | tenor       | Az eredeti előadásban nem lett megnevezve                |
| Hóhér (Pu-Tin-Pao) | néma szerep | Az eredeti előadásban nem lett megnevezve                |
| Királyi őrök, a kivégző (hóhér) embere, fiúk, papok, mandarinok, előkelők, nyolc bölcs, Turandot udvarhölgyei, katonák, halottvivők, zenészek, leánykérők szellemei, tömeg |             |                                                          |

## Szinopszis

### I. felvonás
Helyszín a Tiltott Város, a tömör, hatalmas oromfalak félkörben szinte az egész szint elzárják.  Jobboldalt egy erkélyes sikátor, amelyet mindenféle szörnyetegeket, sárkányokat, egyszarvúakat ábrázoló szobrok és faragványok díszítenek. Az erkély oszlopait óriás teknősbékák tartják. Alatta két ívoszlop közt mély és erős hangú gong függ. Az oromfalakon hegyes cölöpök állnak a kivégzett áldozatok feltűzött koponyájával. Bal kéz felől és hátul három óriás kapu nyílik. Alkonyodik. A császár rendeletét egy mandarin olvassa fel az összegyűlt tömegnek: „Aki válaszolni tud a hercegnő három kérdésére, az feleségül kapja őt.”
Az összegyűlt tömeg egy, a próbán elbukott perzsa herceg halálát követeli Pu-Tin-Pao hóhértól. Az őrök megpróbálják visszaszorítani a tömeget. A zavargásban egy ősz aggastyán a földre esik, szolgálója, Liu kétségbeesve kiált segítségért. A lány kiabálására egy ifjú herceg siet a segítségére, aki az aggastyánban rég nem látott, száműzetésben élő apját, Timurt ismeri fel. A tömeg közben a perzsa herceg kivégzését követeli, majd végül, ifjú kora miatt kegyelemet kérnek neki. Turandot, a hercegnő nem kegyelmez, így a perzsa herceget lefejezik.
Az ifjú herceg, amikor megpillantotta Turandotot, egyből szerelmes lett bele, és elhatározta, hogy elmegy a palotába megválaszolni a hercegnő kérdéseit. Az apja és a szolgálólány kétségbeesve kérik, hogy ne menjen, mert úgy fogja végezni ő is, mint a perzsa herceg. A palotába menet többen is megpróbálják lebeszélni a herceget, megjelennek a lefejezett kérők szellemei is.
Az ifjú herceg háromszor megkongatja a palota előtti gongot, ezzel jelezve, hogy készen áll a megmérettetésre.

### II. felvonás

#### Első kép
Hatalmas sátorpavilon, amelyet szimbolikus kínai ábrák díszítenek. A szín egészen elöl van, három kijárattal, egy középen, kettő oldalt. Ping bekukucskál a középső nyíláson. Előbb jobb-, majd bal felé fordul, szólítja a társait. Ezek belépnek. Utánuk három szolga piros, zöld és sárga lámpát hoz, amelyeket szimmetrikusan középre állítanak. Egy alacsony asztalt és három zsámolyt is visznek oda. A szolgák ezután hátrahúzódnak és ott maradnak.
Ping, Pang és Pong elbeszélik az elmúlt évek eseményeit: 
„Hárman:

…

És jaj nekünk, a szép napok letűntek,

évek óta ebből áll minden ünnep:

Hármat kondul a gong,

három a rejtvény,

s fejek hullnak.

(Leülnek az asztalka mellé, amelyre a szolgák papírtekercseket raktak. Ezeket egymás után kibontják, úgy sorolják fel a kivégzéseket.)

Pang: 

Hat vérzett el ma három éve.

Pong:

Nyolc áldozat volt rá egy évre.

Hárman:

De soha annyi még, mint e véres,

e szörnyű esztendőben.

Íme, már (ujjaikon számlálják) a tizenharmadik az ifjú perzsa herceg.”

#### Második kép
A császári palota hatalmas főtere. Közepén széles óriás márványlépcsőzet. A szolgák mindenfelé színes lampionokat helyeznek el. Kék és arany szertartási díszbe öltözött mandarinok jönnek. Majd nyolc tudós jön. Igen magas rangú, méltóságos férfiak. Mindnyájan egyforma vének és kövérek. Kezükben három-három lepecsételt selyemtekercs van, melyek Turandot rejtvényeinek a megfejtését tartalmazzák. A lépcsőzet tetején elefántcsonttrónuson ülve megjelenik Altoum császár, aki megpróbálja lebeszélni az ifjú herceget a próbatételről. Közben megjelenik Turandot is, aki elmondja, hogy ősanyját tatár férfiak megölték és az ő lelke ma benne él, ezért találta ki a rejtvényeket, hogy bosszút álljon a férfinemen, valamint figyelmezteti a herceget a rá leselkedő halálra. A herceg azonban követeli a három kérdést, így Turandot felteszi elsőt:
Sűrű éjhomályból

ébred egy kósza, lidérces fantom.

Széttárja fénylő szárnyát,

lengve szárnyal a nagyvilágon át.

Reszket érte, ki látja,

esengve hívja és várja.

De tovatűnik, ha jő a hajnalóra,

hogy a szívükben újra éljen,

Föltámad minden éjen,

és meghal virradóra.

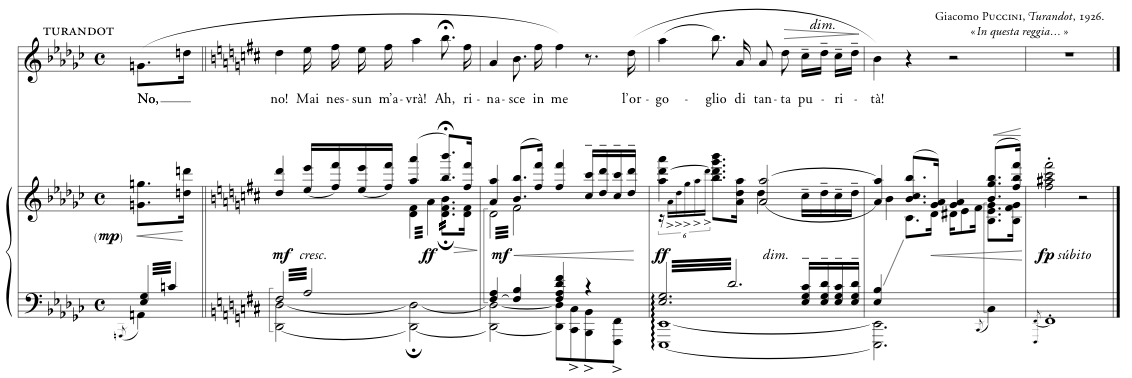
"In questa reggia" – részlet a partitúrából

A herceg helyesen válaszol: „A REMÉNYSÉG”. A következő kérdés:
Forrón ég, mint a láng;

és mégse láng.

Néha részeg, vad mámor,

mely lázong, lüktet és tombol.

A tétlenségben eltesped, elernyed,

hogyha meghalsz, megdermed, mint a jég.

De föllobog hatalmasan a vágyban.

A hangja; mint messzi rianásé,

a színe izzó, mint alkonyi bíbor.
A herceg helyes válaszol: „VÉR”. Az utolsó kérdés:
Jég, mely lángra gyújt téged,

s a te tüzedtől még jobban megfagy.

Szűzfehér s mégis éjsötét.

Ma szabadonbocsájt, hogy légy a rabja,

holnap szolgájává tesz s tiéd a trón!
A herceg megint helyesen válaszol: „TURANDOT”.
A kérdések megválaszolása ellenére Turandot ellenkezik és könyörög az apjának, hogy ne adja feleségül az ifjúhoz. Az ifjú látva a hercegnő ellenkezését, felajánlja neki, hogy ha reggelig megfejti a nevét, akkor a hóhér elé térdel, így Turandot megmenekülhet a házasságtól.

### III. felvonás

#### Első kép
Éjszaka van. A császári palota hatalmas kertje. Mindenfelé virágok és bronzba öntött bálványszobrok, tetejük megvilágítva a tövükben égő tömjénfáklyák fényétől. Baloldalt pavilon, amelyhez öt lépcső vezet. Mellette hímzett sátor. A pavilon a császári rezidencia egyik palotájának a kiszögellő épülete, Turandot lakosztályának tőszomszédságában. Nagyon messziről heroldok szava hallatszik, amint az óriás várost bejárva a császár parancsát hirdetik. Innen is, onnan is visszhangszerűen válaszolnak más-más csoportok. A pavilon lépcsőjén fekszik a herceg. Az éjszakai csendben hallgatja a heroldok szavát. A heroldok Peking-szerte hirdetik a lakosságnak, hogy fejtsék meg az ismeretlen ifjú nevét.
A herceget megint megkörnyékezi a három maskara: Ping, Pong és Pang. Gazdagságot, szerelmet, hatalmat ígérnek neki, ha eláll a frigytől. A herceg továbbra is kitart Turandot mellett. Közben az őrök a tömegből előrángatják az apját és a szolgálólányt, Liut, hangoztatva, hogy megvan a név. A szolgálólány kijelenti, hogy csak ő ismeri az ifjú nevét, azonban nem hajlandó elmondani, inkább meghal. (Itt ér véget a Puccini által szerzett rész.) Turandot szívét a szolgálólány halála sem puhítja meg, tovább keresteti a fiú nevét. A herceg akkor hirtelen megragadja és megcsókolja, mire Turandot szíve meglágyul és ráeszmél az eddig elkövetett szörnytetteire. A herceg látva Turandot változását, elárulja a nevét: Calàf, Timur fia, ezzel életét a hercegnő kezébe adva.

#### Második kép
A helyszín: hófehér márvánnyal borított császári palota. Kora hajnal. Magas lépcsőzet tetején a császár, udvari méltóságokkal, tudósokkal, katonákkal körülvéve áll. A tér két oldalán óriási félkörben sorakozik a tömeg. Turandot az apja elé borul és kijelenti, tudja, mi az ifjú neve: „Szerelem” (Amore). A tömeg éljenezve veszi körül a szerelmespárt.

## Válogatott felvételek
| Év   | Előadók (Turandot, Calàf, Liù)                         | Karmester, Operaház és zenekar                                          | Kiadó                                        |
| ---- | ------------------------------------------------------ | ----------------------------------------------------------------------- | -------------------------------------------- |
| 1966 | Birgit Nilsson, Franco Corelli, Renata Scotto          | Francesco Molinari-Pradelli, Teatro dell'Opera di Roma zenekar és kórus | Audio CD: EMI ASIN: B000002SE0               |
| 1972 | Joan Sutherland, Luciano Pavarotti, Montserrat Caballé | Zubin Mehta, London Philharmonic Orchestra                              | Audio CD: Decca ASIN: B0000041Q3             |
| 1977 | Montserrat Caballé, Mirella Freni, José Carreras       | Alain Lombard, Palais de la Musique                                     | Audio CD: EMI Classics ASIN: B00004ZDLG      |
| 1988 | Marton Éva, Plácido Domingo, Leona Mitchell            | James Levine, Metropolitan Opera zenekar és kórus                       | DVD: Deutsche Grammophon Cat: 00440 073 0589 |
| 1998 | Giovanna Casolla, Sergej Larin, Barbara Frittoli       | Zubin Mehta, Teatro del Firenze#Maggio Musicale Fiorentino Fondazione   | DVD: RCA ASIN: B00000IBVC                    |

## Érdekesség
Vszevolod Emiljevics Mejerhold Prokofjev figyelmébe ajánlotta a Turandot-ot; amit ő maga színpadra is állított. Manapság is az eredeti Mejerhold rendezést játssza a Moszkvai Művész Színház (MHAT).